# ホヴァーンシチナ
『ホヴァーンシチナ』 （ロシア語: Хованщина [xɐˈvanʲɕːɪnə] ( 音声ファイル)、ホヴァンシチーナの表記も） は、ムソルグスキーの遺作オペラの一つ。題名は「ホヴァーンスキー事件（ホヴァーンスキー騒動）」の意である。

## 作品
1872年、ムソルグスキーの友人で評論家のウラディーミル・スターソフは『ボリス・ゴドゥノフ』の次の歴史劇の題材として古儀式派について取り上げることを提案した。ムソルグスキーは大いに乗り気になり、スターソフの助言をもとにムソルグスキー自身が台本を製作した。しかしロマノフ朝の皇帝を舞台の登場人物とすることは禁じられていたため、中心人物であるピョートル1世を登場させることができず、勢い筋はわかりにくいものになった。
作曲は断片的に始められたが、1875年には集中して第1幕と第2幕を完成した。しかし第3幕を半分ほど作曲した1876年5月にスターソフは第2幕と第3幕の内容が劇の本筋と無関係であると批判し、改訂を勧める長文の手紙を送ってきた。ムソルグスキーはスターソフの改訂案には従わなかったが、その後は自信を失い、作曲は遅々として進まなくなった。さらに別なオペラ『ソローチンツィの市』の作曲を平行して始めたことも完成を妨げた。作曲者が1881年に他界した時は最終第5幕の古儀式派の最後の合唱の手前まで書かれていた。第2幕の終わりに置かれる予定だった五重唱も書かれずに終わり、また曲の大部分はオーケストレーションが行われていなかった。
作曲者の没後、作曲者の旧友リムスキー＝コルサコフによる実用版が作成されたが、この多くの削除や改作、ワーグナー風の重厚壮麗なオーケストレーションなどによって、オリジナルをほとんど書き換えており、帝室劇場がリムスキー＝コルサコフ版の上演を拒絶したため、リムスキー＝コルサコフの生前にはまれにしか上演されなかった。1886年2月21日にサンクトペテルブルクでアマチュア団体によって私的に初演され、公的な初演は1892年11月7日にキエフで行われた。マリインスキー劇場で上演されたのはリムスキー＝コルサコフの没後、1911年になってからだった。
後にムソルグスキーを敬愛したショスタコーヴィチにより、オリジナルのピアノ譜と、作曲者自身の3管編成管弦楽法の手法をもとに、改めて原曲に忠実な実用譜が作り直されたが、オーケストラの規模は当時のムソルグスキーの2管編成の様式ではない。しかしこんにちでは『ホヴァーンシチナ』の上演に用いられる実用譜はたいていショスタコーヴィチ版であり、リムスキー＝コルサコフ版は有名な前奏曲「モスクワ河の夜明け」が演奏・録音される程度である。
西欧的な近代化をはかったピョートル大帝に対する、イヴァン・アンドレーヴィチ・ホヴァーンスキー公とその従者たちの謀反が扱われている。結局ピョートルが帝位に就いて謀反は挫折し、ホヴァーンスキー公側の古儀式派教徒の集団自決で幕切れとなる。
『ボリス・ゴドゥノフ』ほど有名ではないが、本作はある意味において、『ボリス・ゴドゥノフ』より親しみ易い。舞台進行は緩やかで、声楽の旋律線は、『ボリス・ゴドゥノフ』のレチタティーヴォ的な構成手法に比べて、より伝統的である。「ペルシャ人奴隷の踊り」などの情熱的な労作もある。旧ソ連以外ではなかなか上演されないが、録音は何度か行われており、日本語訳つきのDVDも出回っている。2007年にはウェールズ・ナショナル・オペラによって、ウェールズとイングランドで上演される運びである。2008年にはヴァレリー・ゲルギエフの来日公演において、下記のゲルギエフ版の上演が行われた。

## 版の異同
作品が未完のままでムソルグスキーが死んだため、終結部のあり方をめぐっては、作曲者の歿後に多くの問題を引き起こした。結果的に、録音で今のところ確認できるものでは、次の4つの終結が存在している。
リムスキー＝コルサコフ版
遺稿をすべて引き取ったリムスキー＝コルサコフによって1882年加筆され完成された。古いものは新しいものにとって変わるという、スターソフも納得するテーマのもとにピョートル軍を肯定。古儀式派教徒が自ら火をつける集団自殺の後にピョートル軍が登場し、プレオブラジェンスキイ行進曲で肯定的に終わる（ハイキン盤のCDなど）。演奏時間は約2時間40分。
ストラヴィンスキー版
1913年6月にセルゲイ・ディアギレフがパリで上演するにあたって、ストラヴィンスキーがラヴェルの助けを借りて編曲した版。終曲の合唱のボーカルスコアが1914年に出版された他は断片のみが残る。スターソフへの手紙をもとに、音楽が次第に消えていくのに合わせて古儀式派教徒たちが退場して幕になる終結部をムソルグスキーは考えていた、とパーヴェル・ラムは推論した。1913年ストラヴィンスキーは、厳かで悲壮な古儀式派教徒の合唱が次第に弱まって幕になる（ラムの見解と一致する）終結部を完成させた（アバド盤のCD）。演奏時間は約3時間5分。
ショスタコーヴィチ版
1959年、映画製作のため完成させた。三管編成。リムスキー＝コルサコフ版の流れを踏襲しているが、プレオブラジェンスキイ行進曲のあと、そのあまりの悲惨さに唖然とするかのように音楽が弱まる。その後に悲しいロシアの運命を嘆く第1幕の「民衆の合唱（リムスキー版では省略されたもの）」をもう一度繰り返し、さらに序曲「モスクワ川の夜明け」を繰り返して静かに終わる。ロシアの本当の夜明けは革命を待たなければならなかったというプロパガンダが背景にあるようだ（チャカロフ盤のCD）。アバドのウィーン国立歌劇場はこの版の上演による。演奏時間は約3時間15分。
ゲルギエフ版
底本にショスタコーヴィチ版を使うが、プレオブラジェンスキイ行進曲以下はカット。その代わり古儀式派教徒の合唱の音楽がブラスによって重々しく奏されて、悲劇的に終わる（ゲルギエフ盤のCD）。演奏時間は約3時間15分。

## 楽器編成
- リムスキー＝コルサコフによるオーケストレーション

ピッコロ、フルート2、オーボエ2、クラリネット2、ファゴット2、ホルン4、トランペット2、トロンボーン3、チューバ、ティンパニ、バスドラム、スネアドラム、シンバル、タムタム、タンブリン、トライアングル、鐘、ハープ、ピアノ、弦五部
- ショスタコーヴィチによるオーケストレーション

フルート3（第3はピッコロ持ち替え）、オーボエ3（第3はコーラングレ持ち替え）、クラリネット3（第3はバスクラリネット持ち替え）、ファゴット3（第3はコントラファゴット持ち替え）、ホルン4、トランペット3、トロンボーン3、チューバ、ティンパニ、バスドラム、スネアドラム、シンバル、タムタム、トライアングル、鐘、グロッケンシュピール、シロフォン、ハープ2〜4、ピアノ、チェレスタ、弦五部
舞台裏でトランペット4、コルネット2、ホルン2、バリトンホルン2、ユーフォニアム2、チューバ2、バラライカ（任意）、ドムラ（任意）
バンダ（ホルン、トランペット、トロンボーン）
ムソルグスキー自身によるオーケストレーションも部分的に残されている。

## 登場人物
| 人物名                           | 声域                   | 役                                                 |
| -------------------------------- | ---------------------- | -------------------------------------------------- |
| イヴァン・ホヴァーンスキー公     | バス                   | 銃兵隊長官                                         |
| アンドレイ・ホヴァーンスキー公   | テノール               | イヴァンの息子                                     |
| ヴァシーリー・ゴリーツィン公     | テノール               | 皇女ソフィアの愛人・寵臣                           |
| ドシフェイ                       | バス                   | 古儀式派教徒の指導者。元は大貴族のムィシェツキー公 |
| マルファ                         | メゾソプラノ           | 古儀式派教徒の娘、アンドレイのかつての恋人         |
| フョードル・シャクロヴィートゥイ | バスバリトン           | 旧勢力追い落としを謀る大貴族                       |
| スサンナ                         | ソプラノ               | 狂信的な古儀式派教徒の老女                         |
| 代書屋                           | テノール               |                                                    |
| エンマ                           | ソプラノ               | ドイツ人居住区に住むルター派の娘                   |
| ルター派の牧師                   | バリトン               | （リムスキー＝コルサコフ編曲版には登場しない）     |
| ヴァルソノフィエフ               | バス                   | ゴリーツィン公の腹心                               |
| クーシカ                         | テノールまたはバリトン | 若い銃兵隊員                                       |
| ストレーシネフ                   | バリトン               | 若い伝令、ピョートル1世の家臣                      |
| 銃兵隊員1                        | バス                   |                                                    |
| 銃兵隊員2                        | バス                   |                                                    |
| ゴリーツィン公の使者             | テノール               |                                                    |

その他（合唱、黙役）
銃兵隊員、銃兵隊員の妻、古儀式派教徒、モスクワの群集、女農奴、ホヴァーンスキー公の召使、ペルシャの女奴隷、外国人傭兵、ピョートル1世の親衛隊。

## 歴史的背景
- イヴァン・ホヴァーンスキー公
 (?–1682)
- ヴァシーリー・ゴリーツィン公
 (1643–1714)
- ソフィア・アレクセーエヴナ
 (1657–1704)
- ピョートル1世
 (1672–1725)

ムソルグスキーの前作『ボリス・ゴドゥノフ』同様、本作もロシア史に基づいている。17世紀後半の一連の事件、ピョートル大帝の即位、摂政ソフィアの失脚、銃兵隊弾圧を題材としているが、史実では前後15年に及ぶ出来事を短期間に起きたようにまとめている。また、ピョートル、ソフィアといった真の主役であるロマノフ朝の人物を舞台に登場させることができなかったため、新旧勢力の対比を明確化する必要から、シャクロヴィートゥイのように登場人物の立場を大きく改変（史実ではソフィアの腹心であるが、オペラではピョートルの側で暗躍）するなどしている。
古儀式派の発生と抵抗
ツァーリアレクセイの時代にニーコン総主教により行われたロシア正教会の改革は、典礼書の改訂にとどまらず、教会儀礼の細部にまで及んだ。これは先祖代々の儀礼を大切に守ってきた人々の反発を招き、あくまでも改革を拒否し、古い儀式を守ろうとする古儀式派（分離派）を生み出すこととなった。代々のツァーリは改革を支持して古儀式派に弾圧を加えたが、古儀式派の中には、辺境に逃れ集団生活を営み、政府軍が迫ると小屋に立て籠もり火を放って集団自殺する者も現れた。1672年から1690年までの間にロシア全土でおよそ2万人が自ら命を絶ったとされる。白海のソロヴェツキー修道院では古儀式派修道士による反乱が8年に亘って繰り広げられ、古儀式派指導者アヴァクーム（ドシフェイのモデルとなった）は流刑後も節を曲げず抵抗を止めなかったため、火刑に処されている。
- ニーコン総主教
- 奉神礼書を改訂する
ニーコン総主教ら
- ソロヴェツキー修道院
プロクジン＝ゴルスキー撮影
- アヴァクームの火刑
19世紀末のイコン

1682年の銃兵隊反乱

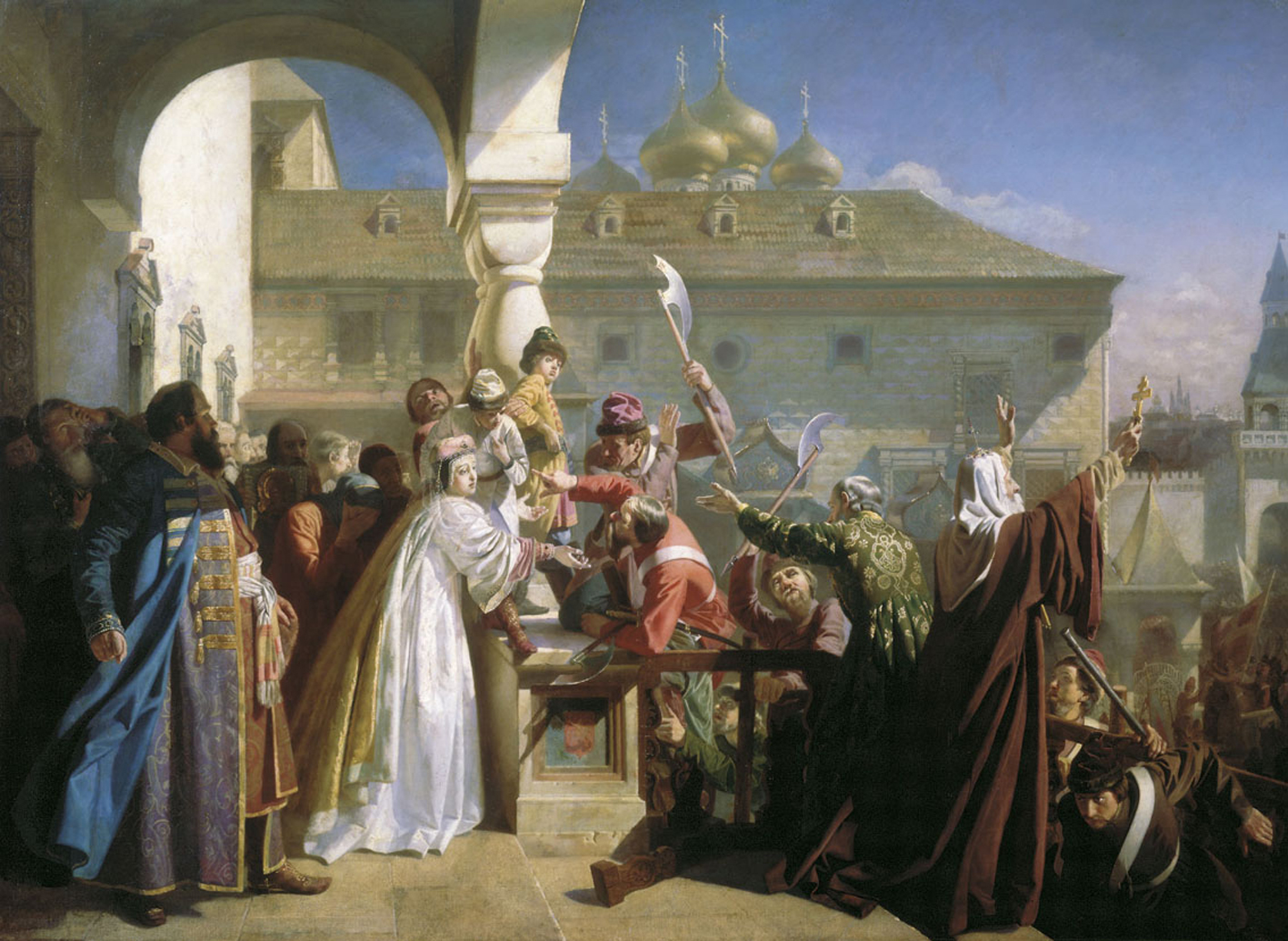
1682年の銃兵隊反乱を描いたドミトリエフ＝オレンブルグスキーの絵画（1862年）。クレムリンに乱入する銃兵隊、中央の自分を指差す子供がイヴァン5世、その右にピョートル1世が立つ。

1676年にロシア正教会改革を支持したツァーリアレクセイは没し、マリヤ・ミロスラフスカヤを母とする三男フョードル3世が即位する。しかし、6年後の1682年、フョードルは後継者を指名しないまま20歳で没してしまう。後継者候補にはフョードルの同母弟で16歳のイヴァンと、アレクセイの後妻ナタリヤ・ナルイシキナを母とする異母弟で10歳のピョートルがいた。イヴァンが心身に問題を抱えていたのに対し、年少のピョートルは頑健であり、一旦は母の実家ナルイシキン家の後押しとヨアキム総主教の支持を得て、ナタリヤを摂政としてピョートルの即位が決定した。この動きに危機感を覚えたイヴァンの母方の実家ミロスラフスキー家では、イヴァンの実姉ソフィアを中心に陰謀を企み、かねてから政府に不満を持つ銃兵隊（ストレリツィ）を扇動して巻き返しを謀った。ナルイシキン家がイヴァンを殺害したというデマが流され、それに踊らされた銃兵隊は、5月15日、クレムリンに乱入、3日間に亘って殺戮・略奪を行った。この反乱により、ナルイシキン派の要人40名が殺害されている。反乱の立役者イヴァン・ホヴァーンスキー公は銃兵隊長官に就任し、銃兵隊にはおびただしい金品が与えられた。そして、ピョートルはイヴァンの共同統治者に格下げされ、二人のツァーリのもと、ソフィアが摂政として政治を行う体制が確立されたのである。
- 銃兵隊
- 銃兵隊
イヴァノーフの絵画
- 銃兵隊
1674年
- モスクワ巡回中の銃兵隊
リャブシキンの絵画 1897年

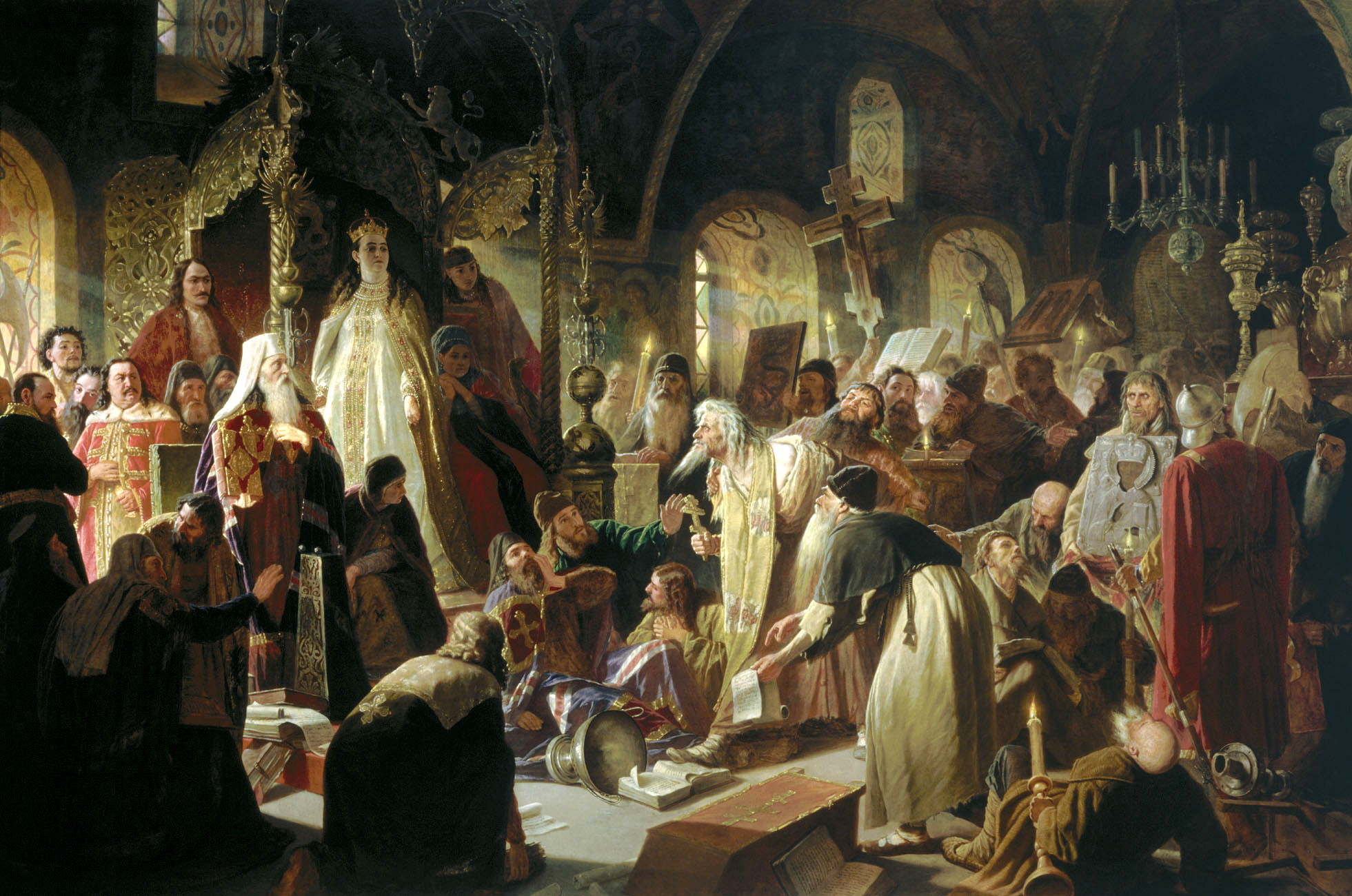
1682年7月5日、ソフィアの前でヨアキム総主教との論争に臨む古儀式派のニキータ・プストスヴャトを描いたペローフの絵画（1881年）。

権力を握ったソフィアであるが、今度は銃兵隊が新たな脅威となる。銃兵隊にはホヴァーンスキー公を始めとして古儀式派支持者が多く、反乱の成功により勢いをつけた彼等は、政治や信仰の問題に介入し始めた。7月にはクレムリンで古儀式派と総主教との間で激しい宗教論争が繰り広げられている。この論争はソフィアの巧みな誘導によって古儀式派の敗北となり、異端とされた古儀式派に対する弾圧はより一層強化された。更にソフィアは手を緩めず、9月にはホヴァーンスキー公を息子のアンドレイもろとも謀殺している。ホヴァーンスキー公亡き後の銃兵隊長官にはソフィアの腹心であるシャクロヴィートゥイが任命され、寵臣ヴァシーリー・ゴリーツィン公とともにソフィア体制を支えることとなった。この1682年の銃兵隊反乱及びそれに続く政情不安をロシア史では「ホヴァーンシチナ」と呼んでいる。
1689年の政変 摂政ソフィア失脚
銃兵隊を統制下に置き、ソフィアはロシアに安定をもたらすことに一先ず成功したが、対外政策で失敗したため、失脚することとなる。対ヨーロッパ外交を重視したソフィアは、オスマン帝国に対抗する神聖同盟に加わり、1687年、1689年の二度にわたりクリミア遠征を行った。しかし、補給線を絶たれ、いずれにおいても戦果をあげることができず、虚しく撤退している。事実を隠蔽し、指揮官であるゴリーツィン公を凱旋将軍として褒賞したものの、すぐに遠征失敗が明らかになったため、ソフィアの政府は信用を失った。ナルイシキン派はこれに乗じてピョートルを結婚させ（1689年1月）、ソフィアの摂政としての地位を脅かす挙に出た。対立が深まり、8月には暗殺計画の報も入ったため、ピョートルは至聖三者聖セルギイ大修道院へ避難したが、遠征失敗によりソフィアに失望していた軍、官僚、教会はピョートル支持に廻り、次々にピョートルの避難先へと集結した。敗北したソフィアは、9月に入り自分の顧問官をピョートルに引き渡し、ノヴォデヴィチ女子修道院に幽閉されることとなった。ゴリーツィン公は逮捕された後、北方へ流刑となり、シャクロヴィートゥイは処刑された。
1698年の銃兵隊反乱

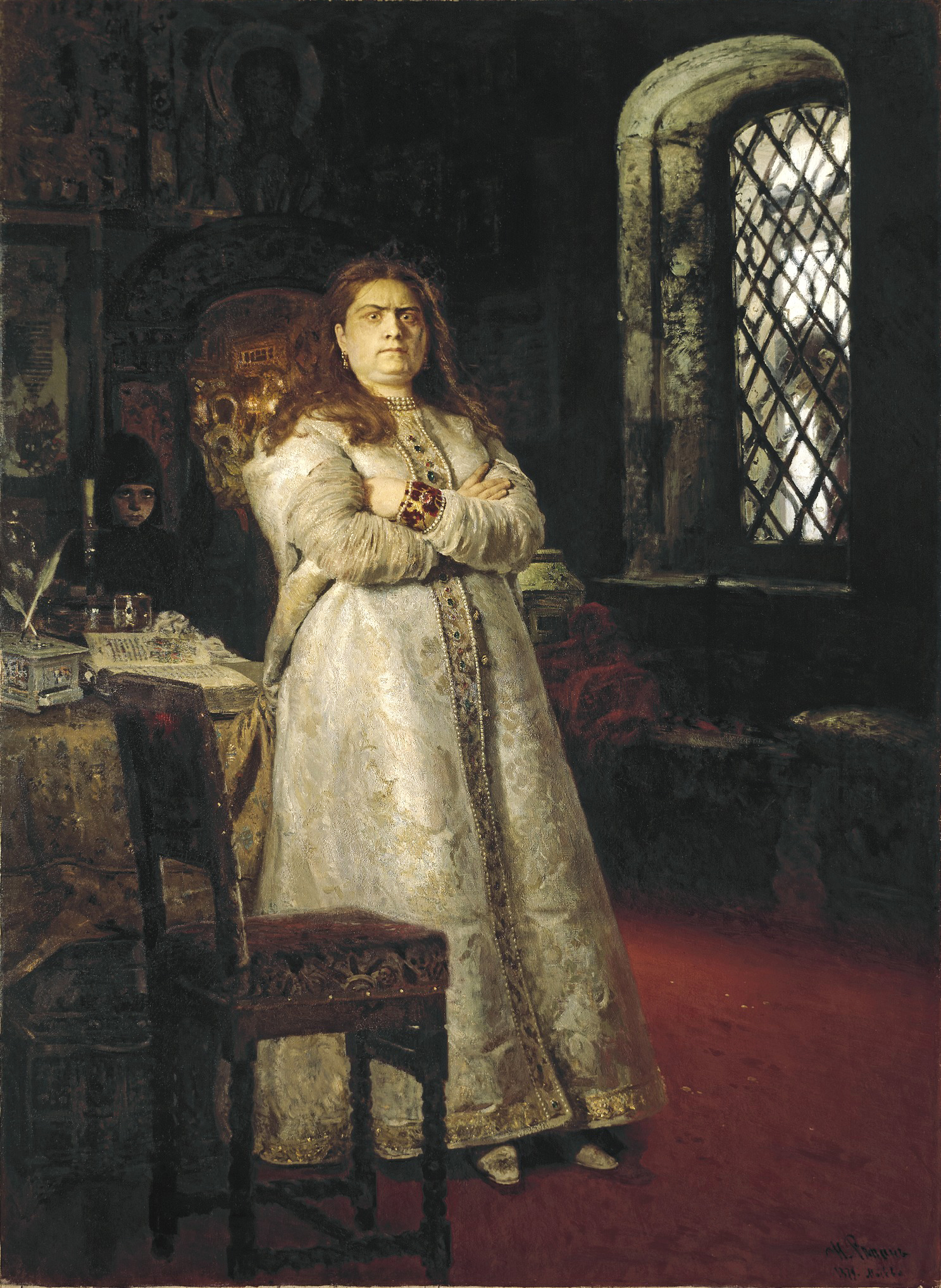
ノヴォデヴィチ女子修道院のソフィア。レーピンの絵画（1879年）。 太った醜女として描かれ、窓外には処刑された銃兵の遺体が見える。

政敵を倒したピョートルであったが、その後しばらくは政治に携わることなく、軍事演習や乱痴気騒ぎに興じていた。しかし、代わりに国政をみていた母が亡くなり、共同統治者であるイヴァンも没すると、単独で政務を執るようになる。1697年3月からおよそ1年半に亘り、ヨーロッパへ250名の大規模使節団を派遣、自身もそれに加わり先進技術の習得に努めた。
ピョートルがモスクワを留守にしている間、銃兵隊がまたしても蜂起する（1698年6月）。反乱には幽閉されたソフィアの関与が疑われ、ソフィアの摂政復帰やピョートルの息子アレクセイを擁立する動きがあったが、知らせを受けたピョートルが帰国する以前に留守を預かる将帥の働きにより鎮圧される。帰国したピョートルは、半年をかけて謀反人の粛清を行った。反乱した銃兵は長期に亘って拷問を受けた後、処刑され、死体は赤の広場に放置された。処刑された銃兵は1000人を超え、黒幕と看做されたソフィアに対しては、見せしめとして修道院の周囲で数人の銃兵処刑が執り行われた。更に修道女となるよう強制され、修道女スサンナとなったソフィアは6年後に他界した。モスクワの銃兵隊は解体され、即位以来、ピョートルを悩ませていた脅威はここに取り除かれた。

## あらすじ
- 【】内はリムスキー＝コルサコフ編曲版では省略されている。

### 前奏曲
『モスクワ川の夜明け（Рассвет на Москве-реке）』という題名で知られ、しばしば単独で演奏される曲。「前奏曲」（Прелюдия）と訳されるが、草稿には「序奏」（Вступление）と記されている。川の小波、鳥のさえずりなど、モスクワの夜明けの美しさが変奏曲の形式で描かれ、続くオペラ本編の人間たちの壮絶な政治闘争の描写と好対照を成す。主題は、オペラ第3幕に置かれたシャクロヴィートゥイのアリアと関連を持っている。

### 第1幕

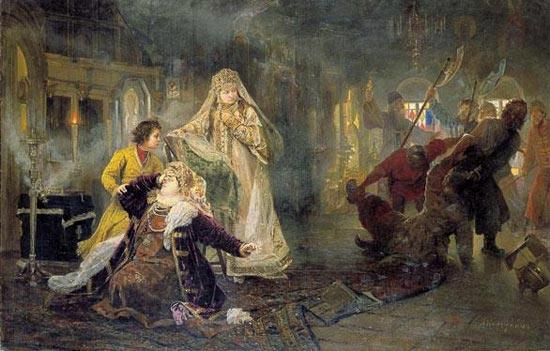
1682年の銃兵隊反乱を描いたコルズーヒンの絵画（1882年）。ピョートル1世のおじイヴァン・ナルイシキンを連行・殺害する銃兵隊、それを嘆く母ナタリヤ・ナルイシキナと幼いピョートル、その横にソフィア・アレクセーエヴナ。

モスクワ赤の広場 - 1682年 銃兵隊反乱の翌朝
中央に碑文を刻み込んだ石柱、右手に代書屋の作業小屋。
若い銃兵隊員のクーシカが石柱にもたれ、寝ぼけて歌を歌っている。鐘の音が轟き、遠くから銃兵隊のラッパが鳴り響く中、二人の銃兵隊員が登場、昨夜の反乱について物騒な手柄話をしていると、クーシカが目覚め三人は談笑する。そこへ代書屋が登場、銃兵隊の三人は代書屋をからかいながら退場する。入れ替わりに貴族シャクロヴィートゥイが現れ、高圧的な態度で代書屋に密告書を書かせようとする。その態度が気に入らない代書屋は一度は断るが、金袋を出されると態度を豹変させ仕事を始める。密告書の内容は、銃兵隊長官であるホヴァーンスキー公が、銃兵隊の兵力を使って、息子のアンドレイを皇位につけようと企んでいる、というものであった。他言無用と言い残しシャクロヴィートゥイが去ると、代書屋は死んだ仲間の筆跡で書いてやった、奴は馬鹿野郎さ、と嘲る。
【代書屋が金勘定をしようとするところへ、モスクワの群集が登場。彼等は広場に建てられた石柱を見て驚く。刻まれた碑文の内容を知りたがるが誰も文字が読めない。そこで代書屋に碑文を読むよう頼むが、謝礼を要求されたので怒って代書屋の作業小屋を壊しにかかる。驚いた代書屋はしぶしぶ碑文を読み始める。碑文には、銃兵隊が在留外国人や反対派の大貴族を襲って正義の鉄槌を下した（殺害した）ことが記されてあった。驚愕した群集は、ロシアの行く末を案じて歌う（群集の合唱「おお、母なる祖国ルーシ」）。】
遠くで鳴っていた銃兵隊のラッパが近づき、代書屋は、野獣の親玉の登場だ、と叫んで急いで立ち去る。入れ替わりに扇動した群衆や銃兵隊の歓呼の声に迎えられホヴァーンスキー公が取り巻きとともに登場する。公は、我々は正義を成し遂げた、と演説をぶち銃兵隊を従えてモスクワの巡検に出掛ける。群衆は「白き大鳥に栄えあれ」と合唱しながらこれに続く。
人々が去った後、ドイツ人でルター派教徒のエンマがアンドレイ・ホヴァーンスキーに追われて逃げて来る。アンドレイはエンマをものにしようとするが、彼に父親を殺され婚約者を追放されたエンマは靡かず、もみ合ううちにアンドレイのかつての恋人であるマルファが登場、二人の間に割って入る。かつての恋人同士が刃物を持ってにらみ合ううちに、巡検を終えたホヴァーンスキー公の一行が赤の広場へ戻ってくる。エンマを見た公は、己のものにしようとするがアンドレイに遮られ、親子が一触即発となったところへ、古儀式派教徒を伴い同派のリーダーであるドシフェイが登場、古儀式派であるホヴァーンスキー親子を制止し、マルファにエンマを家へ送るよう命じる。そして、群集にともに神のために闘おうと呼び掛ける。分が悪いと悟ったか、公はアンドレイ、銃兵隊を伴って退場する。続いてドシフェイと古儀式派教徒も祈りながら立ち去る。その声に鐘の音がかぶさり幕。

### 第2幕

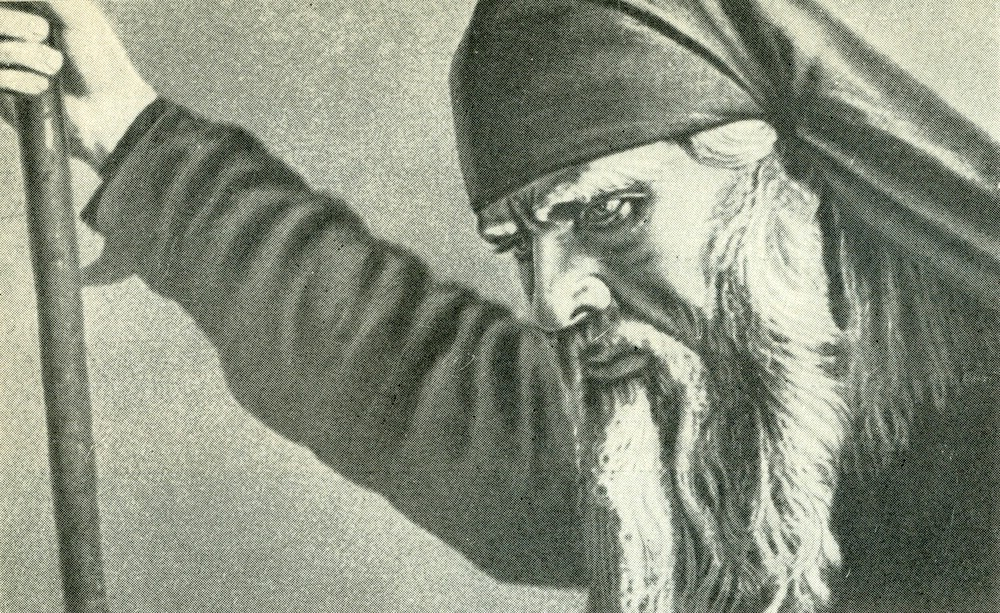
フョードル・シャリアピンが演じるドシフェイ（1912年）。

ヴァシーリー・ゴリーツィン公の屋敷の書斎 - 夏の夕刻
ゴリーツィン公が摂政で愛人関係にある皇女ソフィア・アレクセーエヴナからの恋文を読んでいる。公は気紛れな皇女を信頼しきることができず不安な気持ちを抱いている。続いて母親の手紙に目を通すが、心身ともに潔白であれ、という文言が気になり物思いにふける。
【腹心のヴァルソノフィエフが現れ、ルター派の牧師が面会に来たことを告げる。牧師は公にエンマの保護を求め、色好い回答を得る。調子に乗った牧師はモスクワのドイツ人居住区に教会を建てることも請願するが、にべもなく断られすごすごと退場する。ゴリーツィン公は牧師の退場後、彼を罵倒する。】
ヴァルソノフィエフが現れ、ゴリーツィン公が会いたがっていた魔法使いの女（マルファ）が到着したことを告げる。マルファが登場し、ゴリーツィン公は彼女に先行きが見えない現状についてこぼす。すると、マルファは水占いにより未来を予言して見せようと言う。占いの準備が出来ると、マルファは次第にトランス状態となり霊の言葉を伝える。それはゴリーツィン公の失脚と辺境への流刑という未来であった（マルファの予言の歌「公よ、貴方を待ち受けるは失脚と辺境への流刑」）。激怒した公はマルファを下がらせ、ヴァルソノフィエフを呼ぶと、手下を使ってマルファを沼に沈めろ、と命じる。マルファはこれを耳に挟みながら退場する。
一人残ったゴリーツィン公が予言の内容に絶望していると、横柄な態度でホヴァーンスキー公が書斎に入って来る。ホヴァーンスキー公はゴリーツィン公の「改革」で大貴族が貶められていると不満を言い、挙句の果てはゴリーツィン公の戦功がまやかしだと罵るので二人はあわや乱闘となる。そこへドシフェイが登場し二人を制止する。
【ドシフェイは、自分の前歴は大貴族であるムィシェツキー公であることを明かし、揃って会談に臨むことを両公に訴えようやく予定されていた会談が始まる。】
会談のテーマは「ロシアの未来」であったが、ドシフェイはゴリーツィン公の施策を西洋かぶれと批判し、ゴリーツィン公は古儀式派を古臭いと馬鹿にする。一方、ホヴァーンスキー公は武力を背景にロシアの統治を任せて欲しいと提案するが、
ドシフェイに銃兵隊の行状の悪さを非難され、一向に話はまとまらない。ちょうど古儀式派教徒が窓外を祈りながら通過し、ドシフェイが我等の信仰の力でロシアを復活させると語り、ホヴァーンスキー公が、銃兵隊と信仰の力でロシア復活か、たいしたもんだ！と皮肉ったところへ、突然マルファが飛び込んで来てゴリーツィン公に命乞いする。ゴリーツィン公は蒼白となり、ドシフェイとホヴァーンスキー公は説明を求める。マルファはゴリーツィン邸からの帰途、ゴリーツィン公の命で刺客に命を狙われたが、ピョートル親衛隊が居合わせて救ってくれた顛末を語る。これを聞いた三人はピョートル皇帝が力を付け始めたことを知り驚愕する。その時、ヴァルソノフィエフが現れ、シャクロヴィートゥイの来訪を告げる。シャクロヴィートゥイは、ホヴァーンスキー親子が帝位を狙っているという密告書が届けられ、ピョートル皇帝が「ホヴァーンシチナ」とつぶやき陰謀について調査を命じたことを伝える。

### 第3幕
モスクワ川右岸にある銃兵隊居住区 - 正午

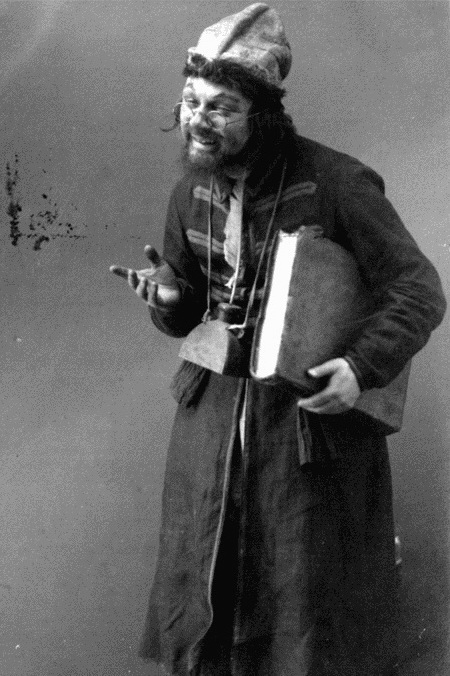
セルゲイ・ヴォルギンが演じる代書屋（1923年）。

古儀式派教徒が唱和しながら通り過ぎた後、マルファが登場しアンドレイのことを思いながら歌う（マルファの恋の歌「若い娘は歩き回った」）。その歌を聞いた古儀式派教徒の老女スサンナは、マルファが世俗的な愛を断ち切っていないことを非難し、魔女裁判にかけて処刑してやると脅す。続いてドシフェイが登場しスサンナを諭すが、聞き入れられないとわかると彼女を叱責し追い払う。マルファは自分がアンドレイとともに炎の中で焼かれ浄化する幻を見たと訴え、ドシフェイはそれを慰めながらともに退場する。
入れ替わりにシャクロヴィートゥイが登場し、銃兵隊に蹂躙された祖国を思い歌う（シャクロヴィートゥイのアリア「ああルーシよ、あなたは呪われている」）。そこへ酔っ払った銃兵たちが登場、シャクロヴィートゥイはお前たちの世も長くはない、と捨て台詞を残して退場する（酔い覚ましの合唱「起きろ若いの！」）。続いて銃兵の妻たちが登場、酔っ払ってばかりで家庭を顧みない夫を非難する。
【妻たちの剣幕に慄いた銃兵たちは、クーシカに頼んで妻たちを宥めてもらおうとする。クーシカはバラライカ片手に「ゴシップ女の歌」を歌ってその場をうまくおさめる。】
そこへ血相を変えて代書屋が飛び込んでくる。代書屋はベルゴーロド地区の銃兵隊居住地が、外国人傭兵部隊とピョートル皇帝の親衛隊に襲撃されたことを伝える。愕然とする銃兵とその妻たちであったが、クーシカの提案で、とにかくホヴァーンスキー公に事態を報告し、敵を迎え撃とうということになる（銃兵隊と妻たちの合唱「親父殿、出て来てください」）。
銃兵たちの呼びかけに応じて、ホヴァーンスキー公が建物から現れる。銃兵とその妻らは公にご出陣を！と訴えるが、ピョートル皇帝が既に強大な力を持っていることを理解した公は出陣を拒否し、銃兵らに各々家に帰り沙汰を待てと告げて引き籠る。銃兵らの嘆きの合唱で幕。

### 第4幕

#### 第1場
ホヴァーンスキー公領地内の大邸宅 食堂
女農奴が美しい「草原の小川の傍で夜を明かした」を合唱する傍らで食事を摂っていたホヴァーンスキー公は、湿っぽい歌を歌うなと怒り、陽気な踊り歌「お小姓さん」を歌わせる。気分が乗ってきたところへゴリーツィン公の使者が訪れて、災難が迫っていると伝える。しかし、ホヴァーンスキー公は己の屋敷内でどんな災難が待ち受けるのか、と嘲笑い、使者を馬丁に「御持て成し」させる。興を殺がれた公はペルシャの女奴隷を呼んで踊らせる（ペルシャ奴隷の踊り）。
突然、シャクロヴィートゥイが入って来て、公に、摂政ソフィア様が貴方を呼んでいる、貴方無しでは会議が開けないと仰っている、と伝える。この言葉に喜んだホヴァーンスキー公は、女農奴が公を称える「雌白鳥が泳いで行く」を歌う中、礼服に着替え礼拝を済ませて部屋を出ようとする。その時、戸口に潜んでいた刺客がホヴァーンスキー公を刺し、絶叫と共に公は倒れる。シャクロヴィートゥイは死体に近づき、「白鳥殿に栄光あれ」と嘲り高笑いと共に退場する。

#### 第2場
モスクワ聖ワシリイ大聖堂前の赤の広場

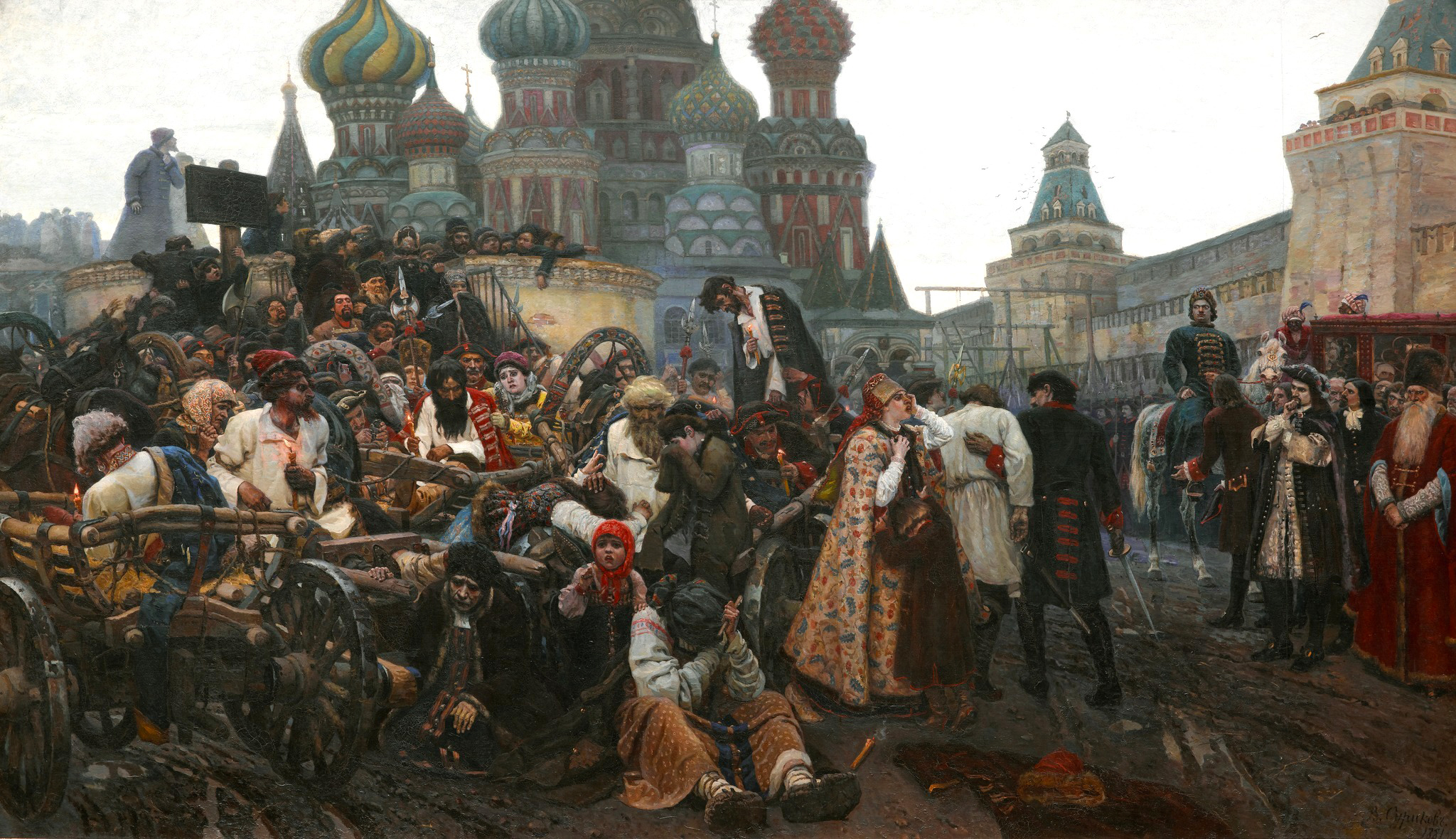
銃兵処刑の朝 スリコフの絵画（1881年）。

マルファの予言の歌のメロディに基づく管弦楽の前奏で始まる。群集がたむろする中、武装した傭兵に伴われ、失脚したゴリーツィン公を乗せた馬車がゆっくりと流刑地に向け進んで行く。ドシフェイがそれを見送り慨嘆していると、マルファが現れ、最高会議が古儀式派教徒を滅ぼす決定を下したことを伝える。ドシフェイはマルファにアンドレイを連れて来るよう命じて姿を消す。
やがてアンドレイが現れ、エンマを返せと叫ぶ。マルファは、エンマは故郷であるドイツに帰り、ホヴァーンスキー公は殺害され、貴方は追われる身だ、と伝えるが、アンドレイは信じない。角笛を吹いて銃兵隊にマルファを捕らえさせようとするが誰も来ない。再度、角笛を吹くと、陰鬱な鐘の音と共に、鎖に繋がれ自らの断頭用の丸太・斧を持たされた銃兵とその妻たちが集まって来る。この光景に怯えたアンドレイはマルファに助けを求め、二人はその場を去る。
銃兵とその妻たちの悲痛な叫びがこだまし、処刑が開始されようとした時、プレオブラジェンスキー行進曲が鳴り渡り、ピョートルの親衛隊と指揮官ストレーシネフが登場、ピョートルとイヴァン両皇帝より銃兵隊に特赦が与えられたことを告げる。銃兵とその妻たちの喜びのうちに幕。

### 第5幕
モスクワ郊外の林の中にある古儀式派修道院 月夜
ドシフェイが登場し、信徒たちに万策尽きた今、誓いを成就し運命をともにしよう、と呼び掛ける（この聖なる場所で）。信徒たちは炎により自らの潔白を証明しようと合唱し、殉教者となることを決意して修道院へと入って行く。一人残ったマルファがアンドレイのため祈っていると、アンドレイがエンマの名を呼びながら現れる。マルファは、昔の二人の愛を思い出して欲しいと言い、ハレルヤを唱える。
ラッパの音が響き、ピョートル皇帝の軍隊が近づいたことを知らせる。マルファはアンドレイに、最早どこにも逃げ道はないと言い、炎の中へ一緒に行こうと誘う。ドシフェイと信徒たちが唱和する中、マルファは薪の山に火をつける。ラッパの音が高まり、軍隊が近づく中、修道院は炎に包まれ、皆は「アーメン」を唱えながら焼け死ぬ。

## 主要曲
- 前奏曲「モスクワ川の夜明け」（Рассвет на Москве-реке）
- 群集の合唱「おお、母なる祖国ルーシ」（Ох ты, родная матушка Русь）第1幕、ただしリムスキー＝コルサコフ版では省略
- 群集の合唱「白き大鳥に栄えあれ」（Слава лебедю, слава белому, Слава боярину самому большому）第1幕
- マルファの予言の歌「公よ、貴方を待ち受けるは失脚と辺境への流刑」（Княже, тебе угрожает опала и заточенье в дальнем краю）第2幕
- マルファの恋の歌「若い娘は歩き回った」（Исходила младешенька）第3幕
- シャクロヴィートゥイのアリア「ああルーシよ、あなたは呪われている」（Ах, ты и в судьбине злосчастная, родная Русь!）第3幕
- 酔い覚ましの合唱「起きろ若いの！」（Поднимайся, молодцы!）第3幕
- 銃兵隊と妻たちの合唱「親父殿、出て来てください」（Батя, батя, выйди к нам!）第3幕
- ペルシャ奴隷の踊り （Пляски персидок）第4幕第1場
- 女農奴の合唱「雌白鳥が泳いで行く」 （Плывет, плывет лебедушка）第4幕第1場
- 第4幕第2場間奏曲（この曲も実際は第4幕第2場への「序奏」である。独立して演奏される時は、「追放されるゴリーツィン公の旅立ち」などと称される。）
- ドシフェイのラメント「この聖なる場所で」（Здесь, на этом месте святе）第5幕

## 主な録音・映像
歌手は配役順（イヴァン・ホヴァーンスキー公、アンドレイ・ホヴァーンスキー公、ヴァシーリー・ゴリーツィン公、ドシフェイ、マルファ、フョードル・シャクロヴィートゥイ、スサンナ、代書屋、エンマ、ヴァルソノフィエフ、クーシカ、ストレーシネフ）

### 録音
リムスキー＝コルサコフ編曲版
| 指揮者       | 管弦楽団、合唱団                                                | 歌手 | 録音年 | レーベル            | 備考 |
| ------------ | --------------------------------------------------------------- | --- | ------ | ------------------- | ---- |
| ハイキン     | キーロフ歌劇場管弦楽団、合唱団                                  | フレイトコフ、ネチャーエフ、ウリヤノフ、 レイゼン、プレオブラジェンスカヤ、シャシコフ、 セルヴァル、ミシェンコ、ヴォロキチナ、 ヤロシェンコ、ティヒ                                   | 1946   | ソ連録音 メロディア |      |
| ネボルシン   | ボリショイ劇場管弦楽団、合唱団                                  | クリフチェニヤ、ボルシャコフ、ハナーエフ、 レイゼン、マクサーコワ、イヴァノーフ、 チェルニャコフ、コシツィナ、チュチュニク、 スカジン、ボルシャコフ                                   | 1951   | ソ連録音 メロディア |      |
| バラノヴィチ | ベオグラード国立歌劇場管弦楽団、 合唱団                         | ツヴェウチ、マリンコヴィチ、スタルツ、 チャンガロヴィチ、ブガリノヴィチ、ポポヴィチ、 メゼトワ、アンドラシェヴィチ、ヤンコヴィチ、 ミロサヴェレヴィチ、クルスチッチ、イオヴァノヴィチ | 1954   | デッカ・レコード    |      |
| ハイキン     | ボリショイ劇場管弦楽団、合唱団                                  | クリフチェニヤ、ピアヴコ、マスレンニコフ、 オグニフツェフ、アルヒーポワ、ネチパイロ、 トゥガリノワ、エフィモフ、ソロキナ、 コロリョフ、グリゴリエフ、フェドセーエフ                   | 1973   | メロディア          |      |
| マルガリトフ | ソフィア国立歌劇場管弦楽団、 スヴェトスラフ・オブレテノフ合唱団 | ペトコフ、コストフ、ボドゥロフ、 ギュゼレフ、ミルチェワ＝ノノワ、ポポフ、 ドブリャノワ、パウモフ、ディムチェフスカ、 ディミトロフ、ヴラチョフスキー                                   | 1975   | Balkanton           |      |
| エルムレル   | ボリショイ劇場管弦楽団、合唱団                                  | エイゼン、シチェルバコフ、ライコフ、 ネステレンコ、オブラスツォワ、グリゴリエフ、 テリュシノワ、アルヒーポフ、ヤロスラヴツェフ、 ジューコフ、ハリトノフ                               | 1988   | メロディア          |      |

ショスタコーヴィチ編曲版
| 指揮者     | 管弦楽団、合唱団                                                                                            | 歌手 | 録音年 | レーベル             | 備考 |
| ---------- | --- | --- | ------ | -------------------- | --- |
| チャカロフ | ソフィア国立歌劇場管弦楽団、 合唱団                                                                         | ギャウロフ、ガジエフ、カルドフ、 ギュゼレフ、ミルチェワ、ポポフ、 ペトロワ＝ポポワ、ペトコフ、 ディムチェフスカ、ゲオルギエフ、 ドイコフ、セリンスキー                 | 1986   | ソニー               | |
| アバド     | ウィーン国立歌劇場管弦楽団 ウィーン国立歌劇場合唱団 スロヴァキア・フィルハーモニー合唱団 ウィーン少年合唱団 | ハウクランド、アトラントフ、 ポポーフ、ブルチュラーゼ、 リポフシェク、コチェルガ、 ポシュナー＝クレーベル、 ツェドニク、ボロウスカ、 ケーベス、ガームリヒ、 ニコローフ | 1989   | ドイツ・グラモフォン | <第2幕> 牧師の場面はカット <第2幕フィナーレ> 第3幕の音楽を使用 <第3幕> ムソルグスキー管弦楽編曲 (2箇所) <第5幕フィナーレ> ストラヴィンスキー編曲 |
| ゲルギエフ | キーロフ歌劇場管弦楽団、合唱団                                                                              | ミンジルキエフ、ガルーシン、 ステブリアンコ、オホトニコフ、 ボロディナ、アレクセーエフ、 ツェロヴァルニク、プルジニコフ、 プロキナチェルノシフコフ、 ガシエフ、ゲレロ  | 1991   | フィリップス         | <第2幕フィナーレ> 威嚇的和音を引き伸ばし 第5幕フィナーレ ゲルギエフ編曲                                                                          |

### 映像
| 指揮者           | 管弦楽団、合唱団                                                                                            | 歌手 | 収録年 | レーベル               | 備考 |
| ---------------- | --- | --- | ------ | ---------------------- | --- |
| スヴェトラーノフ | ボリショイ劇場管弦楽団、合唱団                                                                              | А. クリフチェニヤ(イヴァン・ホヴァーンスキー公)、А. グリゴリエフ(アンドレイ・ホヴァーンスキー公)、 В. ペトロフ(ヴァシーリー・ゴリーツィン公)、М. レイゼン(ドシフェイ)、К. レオノワ(マルファ)、 Е. キプカロ(フョードル・シャクロヴィートゥイ)、ザハーロフ、グローモワ、 チェルニャコフ、А. マスレンニコフ(クーシカ)、 デメチェフ В. ネチパイロ(民衆の指導者) プリセツカヤ(ペルシャの女奴隷) | 1959   | モスフィルム Dreamlife | オペラ映画 ショスタコーヴィチ編曲版 以下を変更 民衆の指導者が登場 <第2幕フィナーレ> 威嚇的和音で終わる <第3幕> 以下の人物が登場しない ドシフェイ、マルファ、スサンナ                                                                                       |
| シモノフ         | ボリショイ劇場管弦楽団、合唱団                                                                              | ヴェデルニコフ、アンドルシチェンコ、 ライコフ、ネステレンコ、 アルヒーポワ、ロマノフスキー、 ヴラーソフ | 1979   | kultur                 | リムスキー＝コルサコフ編曲版 以下を変更 <第3幕> スサンナの場面はカット |
| アバド           | ウィーン国立歌劇場管弦楽団 ウィーン国立歌劇場合唱団 スロヴァキア・フィルハーモニー合唱団 ウィーン少年合唱団 | ギャウロフ、アトラントフ、 マルーシン、ブルチュラーゼ、 セムチューク、コチェルガ、 ポシュナー＝クレーベル、 ツェドニク、ボロウスカ、 ケーベス、ガームリヒ | 1989   | image                  | ショスタコーヴィチ編曲版 以下を変更 <第2幕> 牧師の場面はカット <第2幕フィナーレ> 第3幕の音楽を使用 <第3幕> ムソルグスキー管弦楽編曲 (2箇所) <第5幕フィナーレ> ストラヴィンスキー編曲                                                                       |
| ゲルギエフ       | キーロフ歌劇場管弦楽団、合唱団                                                                              | ミンジルキエフ、マルーシン、 プルジニコフ、オホトニコフ、 ボロディナ、トロフィモフ、 ツェロヴァルニク、プルジニコフ、 クラスツォワ、チェルノシフコフ、 ガシエフ、ゲレロ | 1992   | フィリップス           | ショスタコーヴィチ編曲版 以下を変更 <第2幕フィナーレ> 威嚇的和音で終わる 第5幕フィナーレ ゲルギエフ編曲 |
| ボーダー         | バルセロナ・リセウ大劇場管弦楽団 、 合唱団                                                                  | オグノヴェンコ、ガルーシン、 ブルベイカー、ヴァネーエフ、 ザレンバ、プチーリン、クラーク、 ティムチェンコ | 2007   | opus arte              | 時代を置き換えた演出 ショスタコーヴィチ編曲版 以下を変更 <第2幕> 牧師の場面はカット <第2幕フィナーレ> ヴォロンコフ編曲? <第3幕> スサンナの場面はカット 第5幕フィナーレ ヴォロンコフ編曲                                                                    |
| ケント・ナガノ   | バイエルン国立歌劇場管弦楽団 、 合唱団                                                                      | ブルチュラーゼ、フォークト、 ダスザック、コチェルガ、 ゾッフェル、アレクセーエフ、 レス、ニュールンド、プジョル、 コナーズ、ロバーソン | 2007   | medici arts            | 時代を置き換えた演出 (大きな設定変更あり) ショスタコーヴィチ編曲版 以下を変更 <第1幕> 代書屋と民衆のやりとりをカット <第2幕> 牧師の場面はカット <第2幕フィナーレ> 威嚇的和音で終わる <第3幕> スサンナの場面はカット 第5幕フィナーレ ストラヴィンスキー編曲 |